# Bessemer (Alabama)
|  | Dieser Artikel wurde aufgrund von inhaltlichen Mängeln auf der Qualitätssicherungsseite des Projektes USA eingetragen. Hilf mit, die Qualität dieses Artikels auf ein akzeptables Niveau zu bringen, und beteilige dich an der Diskussion! Eine nähere Beschreibung der zu behebenden Mängel fehlt. |

Bessemer ist ein Vorort von Birmingham im Jefferson County im US-Bundesstaat Alabama, USA, mit 26.019 Einwohnern (Stand: 2020). Die Stadtfläche beträgt 105,6 km².

## Söhne und Töchter der Stadt
- David McCampbell (1910–1996), Marineflieger
- Louisiana Red (1932–2012), Bluesmusiker
- Tommie Harris (1938–2025), Blues- und Jazzmusiker
- Claude Harris, Jr. (1940–1994), Jurist und Politiker
- Eddie Levert (* 1942), Soul-Musiker
- Glenn Shadix (1952–2010), Schauspieler
- Emmit King (1959–2021), Leichtathlet
- Bo Jackson (* 1962), American-Football- und Baseballspieler
- André Holland (* 1979), Schauspieler
- Gucci Mane (* 1980), Trap und Rap-Musiker
- DeMeco Ryans (* 1984), American-Football-Spieler und -Trainer
- Jameis Winston (* 1994), American-Football-Spieler und Heisman-Trophy-Gewinner